# 1975 en musique classique
| \| • Retour à la chronologie générale de la musique classique • \| |
| Grèce • Rome • Haut Moyen Âge • VIIIe siècle • IXe siècle • Xe siècle • XIe siècle XIIe siècle • XIIIe siècle • XIVe siècle • XVe siècle • XVIe siècle • XVIIe siècle XVIIIe siècle • XIXe siècle • XXe siècle • XXIe siècle |
| • Retour à la chronologie générale de la musique classique • |

| Années en musique classique : 1972 - 1973 - 1974 - 1975 - 1976 - 1977 - 1978    |
| Décennies en musique classique : 1940 - 1950 - 1960 - 1970 - 1980 - 1990 - 2000 |

## Événements

### Créations
- 8 janvier : San Francisco Polyphony, œuvre pour orchestre (1973-1974) de György Ligeti, créée par l'Orchestre symphonique de San Francisco sous la direction de Seiji Ozawa.
- 20 février : la Symphonie no 4 d'Anton Bruckner, créée à Linz dans la version 1874.

### Autres
- 1er janvier : concert du nouvel an de l'orchestre philharmonique de Vienne au Musikverein, dirigé par Willi Boskovsky.

- 12 février : fondation de l'Orquesta Sinfónica Simón Bolívar au Venezuela.
- 14 février : inauguration de l'Auditorium Maurice-Ravel à Lyon.

#### Date indéterminée
- Fondation du Concours international de piano de Cleveland.
- Création du Festival international Echternach au Luxembourg.

## Prix
- Mikhail Faerman obtient le 1er prix de piano du Concours musical international Reine-Élisabeth-de-Belgique.
- Krystian Zimerman obtient le 1er prix de piano du Concours international de piano Frédéric-Chopin.
- Dimitri Alexeev obtient le 1er prix du Concours international de piano de Leeds.
- Olivier Messiaen reçoit le Prix Ernst von Siemens.
- Dietrich Fischer-Dieskau reçoit le Léonie Sonning Music Award.
- György Ligeti reçoit le Prix Bach de la Ville libre et hanséatique de Hambourg.

## Naissances

Denis Matsouïev

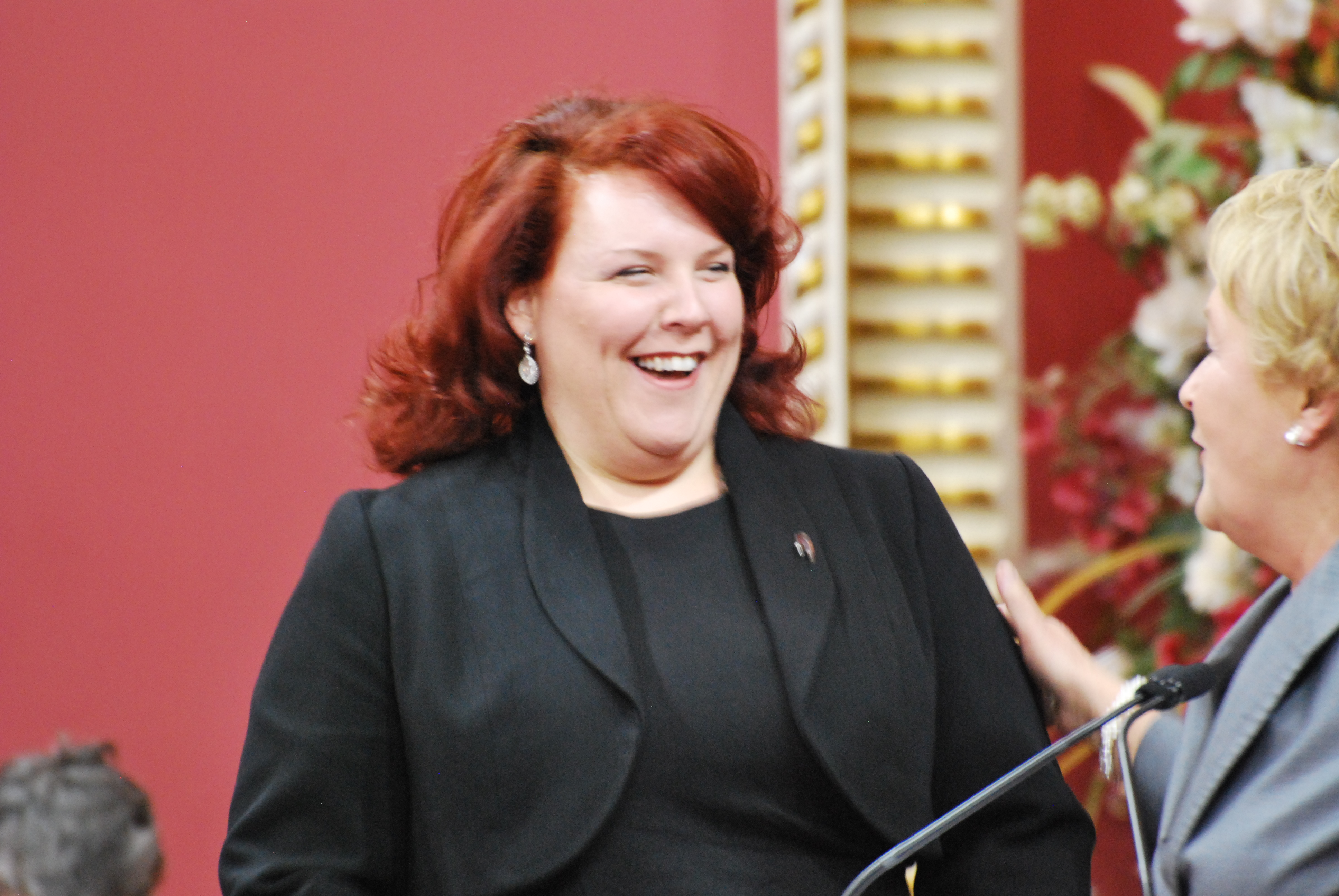
Marie-Nicole Lemieux

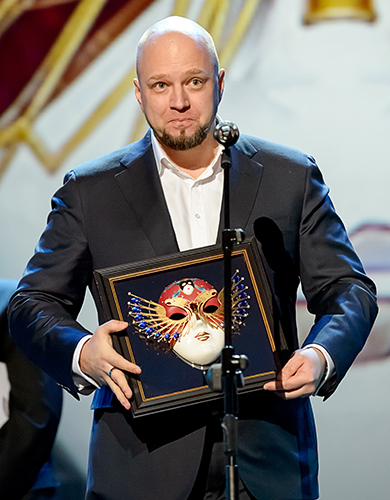
Dmitri Belosselski

- 14 janvier : Koh Gabriel Kameda, violoniste germano-japonais.
- 20 janvier : Anne-Catherine Gillet, soprano belge.
- 1er février : Juan Manuel Abras, compositeur  et chef d'orchestre argentin.
- 5 février : Primož Parovel, accordéoniste classique et professeur de musique slovène.
- 9 février : Pavel Smutný, compositeur.
- 26 février : Raphaël Cendo, compositeur français.
- 27 février : Eugenia Manolidou, compositrice grecque.
- 6 mars : Yannick Nézet-Séguin, chef d'orchestre québécois.
- 19 mars : Luca Salsi, baryton italien.
- 23 avril : Olga Kern, pianiste russe.
- 2 mai : Raphaèle Biston, compositrice française.
- 5 mai : Cédric Tiberghien, pianiste français.
- 26 mai : Vahan Mardirossian, pianiste et chef d'orchestre arménien.
- 6 juin : Francesco Attesti, pianiste italien.
- 9 juin : Stéphane Degout, artiste lyrique français.
- 11 juin : Denis Matsouïev, pianiste russe.
- 19 juin : Charles Castronovo, ténor lyrique américain.
- 26 juin : Marie-Nicole Lemieux, contralto canadienne.
- 5 juillet : Nikolaj Znaider, violoniste israelo-danois.
- 16 juillet : Dmitri Belosselski, basse, soliste du Bolchoï
- 22 juillet : Uljas Pulkkis, compositeur finlandais.
- 7 août : Aleksandar Marković, chef d'orchestre serbe.
- 8 août : Simone Zgraggen, violoniste suisse.
- 31 août : Daniel Harding, chef d'orchestre britannique.
- 10 septembre : Fabien Gabel, chef d'orchestre français.
- 9 octobre : Alain Altinoglu, chef d'orchestre français.
- 30 octobre : Roberto Brambilla, compositeur italien.
- 25 novembre : 
  - David Bižić, baryton serbe.
  - Paul Mealor, compositeur britannique.
- 28 novembre : Morihiko Nakahara, chef d'orchestre japonais.
- 30 novembre : Nicolas Bucher, organiste et claveciniste français.

### Date indéterminée
- Maurizio Baglini, pianiste italien.
- Tibor Bogányi, chef d'orchestre et violoncelliste finlandais d'origine hongroise.
- Jean-François Borras, ténor lyrique français.
- Amel Brahim-Djelloul, chanteuse d'opéra soprano franco-algérienne.
- Karen Cargill, mezzo-soprano lyrique britannique.
- Michael Csányi-Wills, pianiste et compositeur britannique.
- Titus Engel, chef d'orchestre suisse.
- Marylin Frascone, pianiste française.
- Pablo González Bernardo, chef d'orchestre espagnol.
- Salomé Haller, chanteuse d'opéras et d'oratorios française.
- Mauro Lanza, compositeur italien.
- Enguerrand-Friedrich Lühl-Dolgorukiy, pianiste, compositeur et chef d'orchestre français.
- Luca Pisaroni, chanteur italien d'opéra.
- Vadim Tchijik, violoniste de musique classique.
- Frédéric Vaysse-Knitter, pianiste français.
- Domitille Vigneron, vièliste, violoniste et chanteuse française.
- Đuro Živković, compositeur et violoniste serbo-suédois.

## Décès

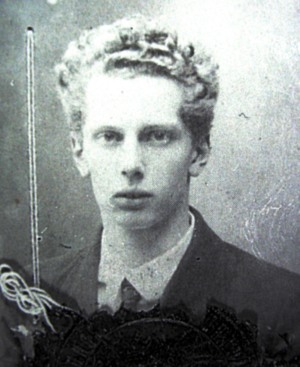
Boris Blacher

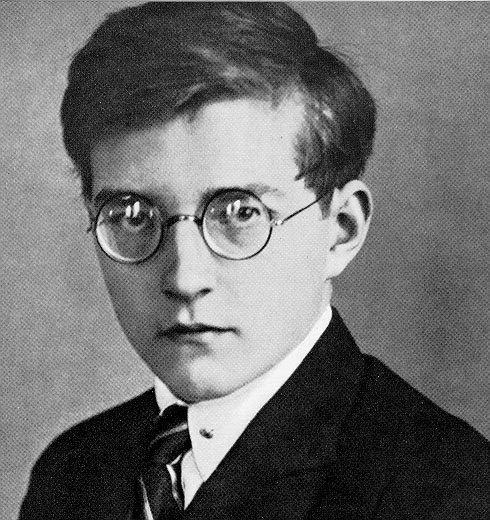
Dmitri Chostakovitch

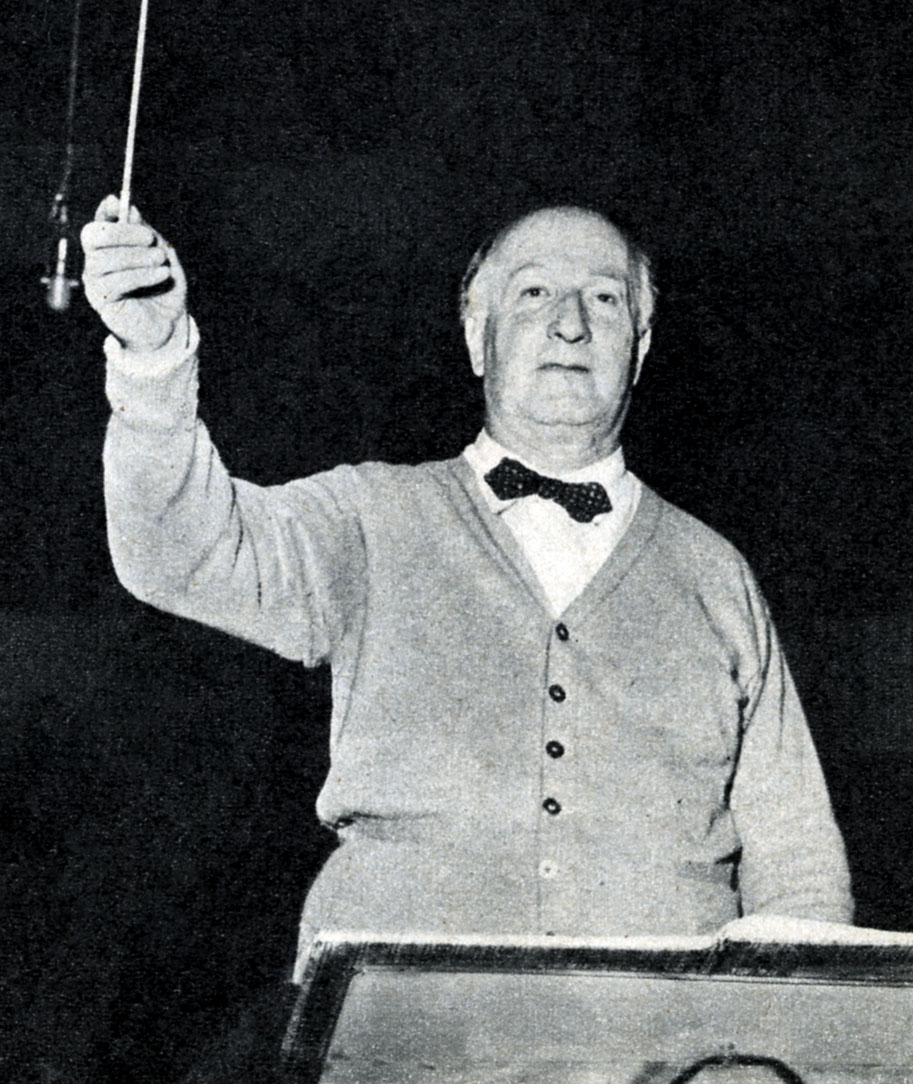
Vittorio Gui

- 1er janvier : Branka Musulin, pianiste et professeur germano-croate (° 6 août 1917).
- 8 janvier : Richard Tucker, ténor américain (° 28 août 1913).
- 11 janvier : Max Lorenz, heldentenor allemand (° 10 mai 1901).
- 16 janvier : Thor Johnson, chef d'orchestre américain (° 10 juin 1913).
- 20 janvier : Franz André, violoniste et chef d’orchestre belge (° 10 juin 1893).
- 25 janvier : Toti Dal Monte, soprano italienne (° 27 juin 1893).
- 30 janvier : Boris Blacher, compositeur allemand (° 6 janvier 1903).
- 16 février : Norman Treigle, basse américaine (° 6 mars 1927).
- 19 février : Luigi Dallapiccola, compositeur italien (° 3 février 1904).
- 22 février : Lionel Tertis, altiste anglais (° 29 décembre 1876).
- 24 février : Marcel Grandjany, harpiste et compositeur français (° 3 septembre 1891).
- 11 mars : Philip Bezanson, compositeur et pédagogue américain (° 6 janvier 1916).
- 12 mars : Franz Willy Neugebauer, trompettiste allemand (° 29 septembre 1904).
- 27 mars : Arthur Bliss, compositeur britannique (° 2 août 1891).
- 4 avril : Albert Chamberland, violoniste, compositeur, chef d'orchestre, producteur musical et professeur de musique québécois (° 12 octobre 1886).
- 14 avril : Jean Morel, chef d'orchestre et pédagogue français (° 10 janvier 1903).
- 15 avril : John Greenwood, compositeur britannique (° 26 juin 1889).
- 18 avril : Putnam Aldrich, claveciniste américain (° 14 juillet 1904).
- 15 mai : Antonio Pedrotti, chef d'orchestre italien (° 14 août 1901).
- 20 mai : Jacques Stehman, pianiste et compositeur belge (° 8 juillet 1912).
- 3 juin : Hermann Busch, violoncelliste allemand (° 24 juin 1897).
- 4 juin : Frida Leider, soprano allemande (° 18 avril 1888).
- 20 juin : Daniel Ayala Pérez, violoniste, chef d'orchestre et compositeur mexicain (° 21 juillet 1906).
- 27 juin : Robert Stolz, compositeur et chef d'orchestre autrichien (° 25 août 1880).
- 7 juillet : Vito Frazzi, compositeur, pianiste, théoricien et pédagogue italien (° 1er août 1888).
- 10 juillet : Ernst Fischer, compositeur allemand (° 10 avril 1900).
- 28 juillet : Jules Marmier, compositeur, violoncelliste, organiste et chef de chœur suisse (° 15 mars 1874).
- 30 juillet : Holger Gilbert-Jespersen, flûtiste danois (° 22 septembre 1890).
- 2 août : Muir Mathieson, chef d'orchestre et compositeur écossais (° 24 janvier 1911).
- 9 août : Dmitri Chostakovitch, compositeur russe (° 25 septembre 1906).
- 17 août : Georges Dandelot, compositeur français (° 2 décembre 1895).
- 10 septembre : Hans Swarowsky, chef d'orchestre autrichien (° 16 septembre 1899).
- 20 septembre : Lucien Blin, compositeur français de musique pour orgue (° 25 octobre 1906).
- 22 septembre : Franz Salmhofer, compositeur, chef d'orchestre et  poète autrichien (° 22 janvier 1900).
- octobre : Gustavo Pittaluga, compositeur, chef d'orchestre et essayiste espagnol (° 8 février 1906).
- 8 octobre :
  - Walter Felsenstein, metteur en scène de théâtre et d'opéra (° 30 mai 1901).
  - Josef Traxel, ténor allemand (° 29 septembre 1916).
- 16 octobre : Vittorio Gui, chef d'orchestre et compositeur italien (° 14 septembre 1885).
- 10 décembre : Cuthbert Girdlestone, musicologue et littéraire britannique (° 17 septembre 1895).
- 24 décembre : Bernard Herrmann, compositeur et chef d’orchestre américain (° 29 juin 1911).
- 30 décembre : Félix Raugel, chef d'orchestre et musicologue français (° 27 novembre 1881).

### Date indéterminée
- André Lafosse, tromboniste français, soliste et professeur (° 13 mars 1890).